# LTE (telecomunicaciones)

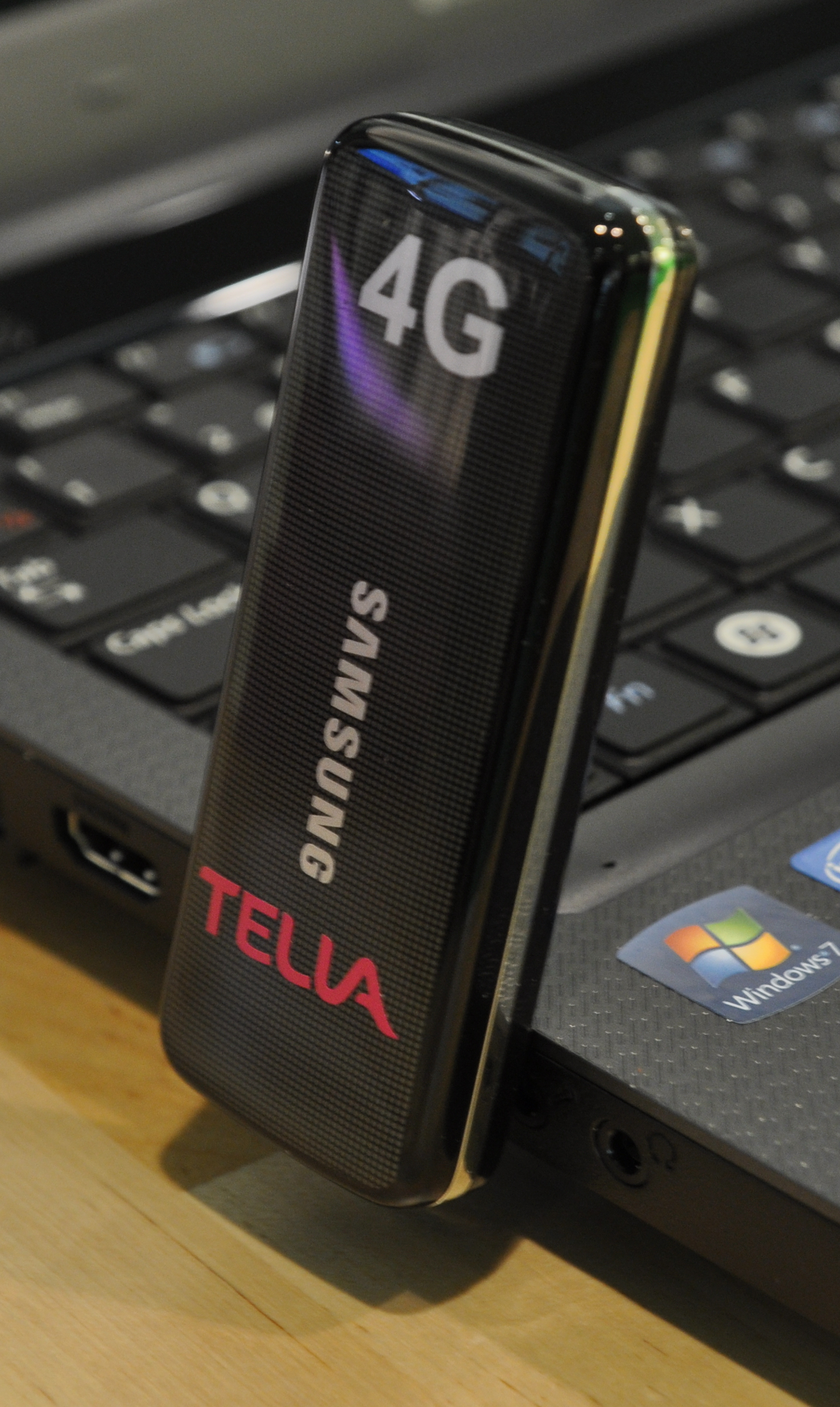
Módem de tecnología LTE (TELLA Samsung 4G).

LTE (acrónimo de Long Term Evolution) es un estándar para comunicaciones inalámbricas de transmisión de datos de alta velocidad para teléfonos móviles y terminales de datos. El 3GPP está definida por unos como una evolución de la norma 3GPP UMTS (3G) y por otros como un nuevo concepto de arquitectura evolutiva (4G).
LTE se destaca por su interfaz radioeléctrica basada en OFDMA, para el enlace descendente (DL) y SC-FDMA para el enlace ascendente (UL).
La modulación elegida por el estándar 3GPP hace que las diferentes tecnologías de antenas (MIMO) tengan una mayor facilidad de implementación.

## Historia
La tecnología móvil 3.9G (conocida también como Super 3G), es una tecnología intermediaria previa a 4G, la cual llegó al mercado en el año 2010. Con esta se pueden obtener grandes cantidades de datos (llegando a 100 Mbit/s) con solo modificar las redes 3G actuales.

La teconologia 3.9G fue la predecesora a la red LTE

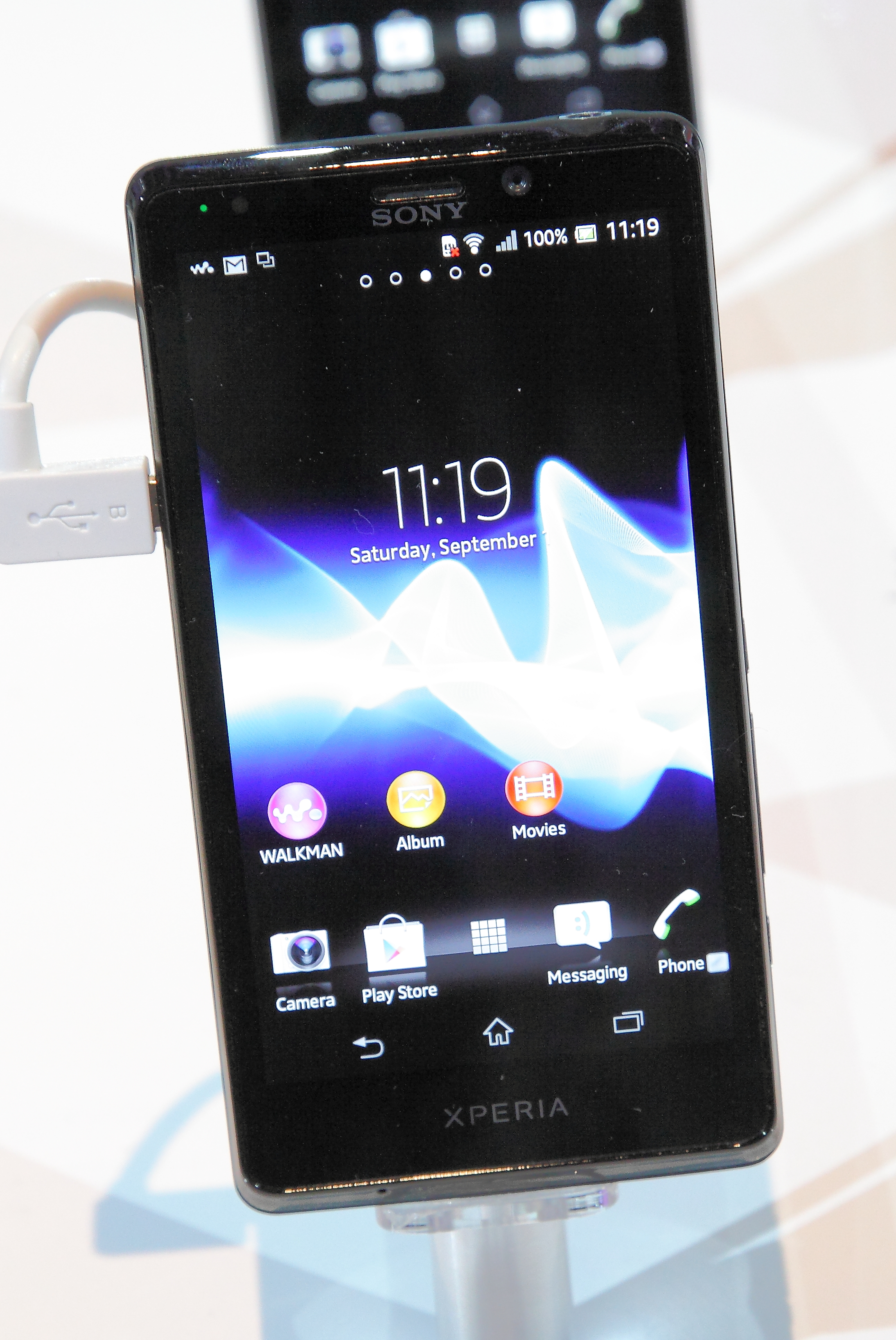
Modelo Sony Xperia V con tecnología LTE (4G) lanzado en una feria electrónica de Berlín 2012.

El reciente aumento del uso de datos móviles y la aparición de nuevas aplicaciones y servicios como MMOG (juegos masivos multijugador en línea) por sus siglas en inglés, televisión móvil, web 2.0, flujo de datos de contenidos han sido las motivaciones por las que 3GPP desarrollase el proyecto LTE.
Poco antes de 2010, las redes UMTS llegan al 85% de los abonados de móviles. Es por eso que LTE 3GPP quiere garantizar la ventaja competitiva sobre otras tecnologías móviles. De esta manera, se diseña un sistema capaz de mejorar significativamente la experiencia del usuario con total movilidad, que utilice el protocolo de Internet (IP) para realizar cualquier tipo de tráfico de datos de extremo a extremo con una buena calidad de servicio (QoS) y, de igual forma el tráfico de voz, apoyado en Voz sobre IP (VoIP) que permite una mejor integración con otros servicios multimedia. Así, con LTE se espera soportar diferentes tipos de servicios incluyendo la navegación web, FTP, video streaming, voz sobre IP, juegos en línea, video en tiempo real, pulsa y habla (push-to-talk) y pulsar para ver (push-to-view, PTV).

## Características
- Alta eficiencia espectral
  - OFDM de enlace descendente robusto frente a las múltiples interferencias y de alta afinidad a las técnicas avanzadas como la programación de dominio frecuencial del canal dependiente y MIMO.
  - DFTS-OFDM (single-Carrier FDMA) al enlace ascendente, bajo PAPR, ortogonalidad de usuario en el dominio de la frecuencia.
  - Multi-antena de aplicación.
- Muy baja latencia con valores de 100 ms para el Control-Plane y 10 ms para el User-Plane.
- Separación del plano de usuario y el plano de control mediante interfaces abiertas.
- Ancho de banda adaptativo: 1.4, 3, 5, 10, 15 y 20 MHz
- Puede trabajar en muchas bandas de frecuencias diferentes.
- Arquitectura simple de protocolo.
- Compatibilidad con otras tecnologías de 3GPP.
- Interfuncionamiento con otros sistemas como CDMA2000.
- Red de frecuencia única OFDM.
- Velocidades de pico:
  - Bajada: 326,5 Mbps para 4x4 antenas, 172,8 Mbps para 2x2 antenas.
  - Subida: 86,5 Mbps
- Óptimo para desplazamientos hasta 15 km/h. Compatible hasta 500 km/h
- Más de 200 usuarios por celda. Celda de 5 MHz
- Celdas de 100 a 500 km con pequeñas degradaciones cada 30 km. Tamaño óptimo de las celdas 5 km. El Handover entre tecnologías 2G (GSM — GPRS — EDGE), 3G (UMTS — W-CDMA — HSPA) y LTE son transparentes. LTE nada más soporta hard-handover.
- La 2G y 3G están basadas en técnicas de conmutación de circuitos (CS) para la voz mientras que LTE propone la técnica de conmutación de paquetes IP (PS) al igual que 3G (excluyendo las comunicaciones de voz).
- Las operadoras UMTS pueden usar más espectro, hasta 20 MHz.
- Mejora y flexibilidad del uso del espectro (FDD y TDD) haciendo una gestión más eficiente del mismo, lo que incluiría servicios unicast y broadcast. Reducción en TCO (coste de análisis e implementación) y alta fidelidad para redes de Banda Ancha Móvil.

| Tipo de acceso              | Subida                     | DFTS-OFDM                                                                                                  |
| Tipo de acceso              | Bajada                     | OFDMA |
| Ancho de banda              | Ancho de banda             | 1,4; 3; 5; 10; 15; 20 MHz                                                                                  |
| Mínimo TTI                  | Mínimo TTI                 | 1 ms |
| Espacio de la subportadora  | Espacio de la subportadora | 15kHz |
| Prefijo de longitud cíclica | Corto                      | 4,7μs |
| Prefijo de longitud cíclica | Largo                      | 16,7μs |
| Modulación                  | Modulación                 | QPSK, 16QAM, 64QAM                                                                                         |
| Multiplexación espacial     | Multiplexación espacial    | Una sola capa para subida para UE Hasta 4 capas para bajada para UE MU-MIMO soportado para subida y bajada |

| Categoría                        | Categoría         | 1                                            | 2                                            | 3                                            | 4                                            | 5                                            |
| Pico por radio                   | Bajada            | 10                                           | 50                                           | 100                                          | 150                                          | 300                                          |
| Pico por radio                   | Subida            | 5                                            | 25                                           | 50                                           | 50                                           | 75                                           |
| Capacidad para funciones físicas |                   |                                              |                                              |                                              |                                              |                                              |
| Ancho de banda RF                | Ancho de banda RF | 20 MHz                                       | 20 MHz                                       | 20 MHz                                       | 20 MHz                                       | 20 MHz                                       |
| Modulación                       | Bajada            | QPSK, 16QAM, 64QAM                           | QPSK, 16QAM, 64QAM                           | QPSK, 16QAM, 64QAM                           | QPSK, 16QAM, 64QAM                           | QPSK, 16QAM, 64QAM                           |
| Modulación                       | Subida            | QPSK, 16QAM                                  | QPSK, 16QAM                                  | QPSK, 16QAM                                  | QPSK, 16QAM                                  | QPSK, 16QAM, 64QAM                           |
| Multi-antena                     |                   |                                              |                                              |                                              |                                              |                                              |
| 2Rx                              | 2Rx               | Asumido en los requerimientos de rendimiento | Asumido en los requerimientos de rendimiento | Asumido en los requerimientos de rendimiento | Asumido en los requerimientos de rendimiento | Asumido en los requerimientos de rendimiento |
| 2x2 MIMO                         | 2x2 MIMO          | No soportado                                 | Obligatorio                                  | Obligatorio                                  | Obligatorio                                  | Obligatorio                                  |
| 4x4 MIMO                         | 4x4 MIMO          | No soportado                                 | No soportado                                 | No soportado                                 | No soportado                                 | Obligatorio                                  |

## Arquitectura
La interfaz y la arquitectura de radio del sistema LTE es completamente nueva. Estas actualizaciones fueron llamadas Evolved UTRAN (E-UTRAN). Un importante avance de E-UTRAN ha sido la reducción del coste y la complejidad de los equipos, esto es gracias a que se ha eliminado el nodo de control (conocido en UMTS como RNC). Por tanto, las funciones de control de recursos de radio, control de calidad de servicio y movilidad han sido integradas al nuevo Node B, llamado evolved Node B. Todos los eNB se conectan a través de una red IP y se pueden comunicar unos a otros usando el protocolo de señalización SS7 sobre IP. Los esquemas de modulación empleados son QPSK, 16-QAM y 64-QAM. La arquitectura del nuevo protocolo de red se conoce como SAE donde eNode gestiona los recursos de red.

## Barreras para el despliegue de LTE en el mundo
Las principales barreras de LTE incluyen la habilidad de los operadores de desarrollar un negocio viable y la disponibilidad de terminales y espectro.
Los operadores necesitan que las aplicaciones y los terminales de usuario estén disponibles antes de comprometer el despliegue de tecnologías 4G. Pues los usuarios cambian sus planes basándose en los equipos, los servicios y las capacidades que estos tengan.
Adicionalmente, la disponibilidad de espectro también representará una barrera para LTE pues para alcanzar las velocidades prometidas se requieren 20 MHz para el ancho de la portadora y muchos de los operadores no cuentan con el espectro necesario. Aunque se está abriendo nuevo espectro en la banda de 2,6 GHz en Europa y 700 MHz en Estados Unidos y parte de Europa, esto no es suficiente para alcanzar las demandas de LTE. En Europa, Suecia fue el primero en subastar su espectro; los ganadores incluyen TeliaSonera, Telenor, Tele2 y Hi3G. Otros países que planean subastar la banda de 2,6 GHz son Italia, Austria, Inglaterra y los Países Bajos.
LTE tiene también algunos desafíos que alcanzar:
- Voz sobre LTE: una de las ventajas que LTE promociona es la Evolución del Core de Paquetes (EPC), que es una auténtica red "All-IP" y por lo tanto debe llevar a todos los tipos de tráfico: voz, vídeo y datos. Pero la mayoría de los trabajos de normalización se ha centrado en los aspectos de datos de LTE y la voz se ha descuidado un poco. Es evidente que los beneficios en OPEX/CAPEX de un core convergente EPC solo pueden ser logrados cuando todos los tipos de tráfico se realizan sobre un núcleo único y unificado. El problema de la normalización de la voz sobre LTE se complica más aún cuando se mezcla LTE con diferentes tipos de redes tradicionales incluyendo GSM, HSPA, CDMA2000, WiMAX y Wi-Fi.

Algunas soluciones que se han tomado en consideración son:
- Circuit Switch Fallback CS FallBack: esta es una opción atractiva que permite a los operadores aprovechar sus redes GSM / UMTS / HSPA legadas para la transmisión de voz. Con CSFB, mientras se hace o recibe una llamada de voz, el terminal de LTE suspende la conexión de datos con la red LTE y establece la conexión de voz a través de la red legada. CSFB completamente descarga el tráfico de voz a las redes 2G/3G, que por supuesto obliga a los operadores a mantener sus redes básicas de CS. CS FallBack es una opción atractiva a corto y medio plazo, ya que permite a los operadores optimizar aún más su infraestructura de legado existente, pero en el largo plazo, otras opciones serán más atractivas para cosechar plenamente los beneficios de la convergencia de EPC.

- IMS-basado en VoIP: el subsistema IP Multimedia (IMS) soporta la opción de Voz sobre IP (VoIP) a través de redes LTE directamente. Además, esta opción solo aprovecha Radio Voice Call Continuity (SRVCC) para abordar las brechas de cobertura en redes LTE. Si bien la llamada de voz inicial se establece en la red LTE, si el usuario sale del área de cobertura LTE, entonces la llamada es entregada a la CS principal a través del core IMS. Esta opción proporciona una interesante estrategia de despliegue para los operadores que tienen un fuerte núcleo IMS, ya que les permite hacer la transición a VoIP desde el principio a la vez que aprovechan los activos existentes legados para la continuidad de voz fuera de las áreas de coberturas LTE.

## Actualidad
Se han previsto las bandas de 700, 1700 AWS y 2600 MHz para América, 800, 1800 y 2600 MHz para Europa, 1800 y 2600 MHz para Asia y 1800 MHz para Australia. En septiembre de 2010, los operadores CenterNet y Mobyland, de Polonia, anunciaron la puesta en marcha de la primera red LTE comercial con 20 MHz de espectro en la banda de 1800 MHz.
Según el Sector de Normalización de las Telecomunicaciones (UIT), LTE es una 3.9G en el estándar 3GPP porque no llega a los objetivos de la cuarta generación (4G). Por eso, el sucesor previsto para implantar la cuarta generación es LTE Advanced.

## LTE por países

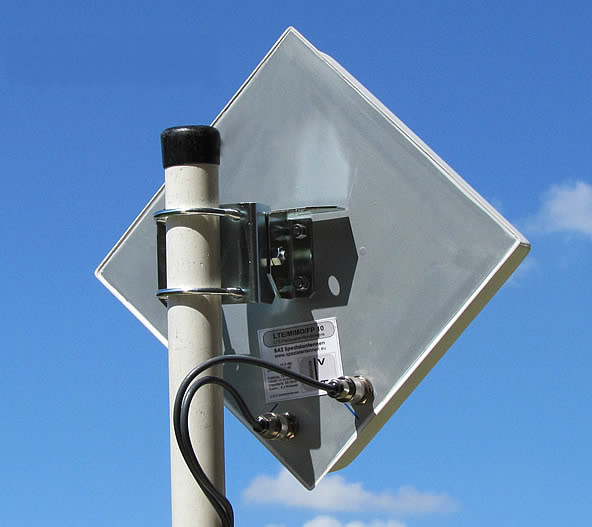
Antenas, LTE, MIMO, Torres de telefonía móvil

### Argentina
Las empresas de telefonía  Telecom Personal, Movistar y Claro ya ofrecen el servicio 4G LTE con cobertura en las principales ciudades del país operando con las frecuencias 1900 MHz (Banda 2), 1700 MHz (para subida) y 2100 MHz (para descarga) (AWS banda 4), de 2600 MHz (Banda 7), y de 700 MHz (APT banda 28). Con estas bandas las empresas brindan LTE Advanced en algunas ciudades. En Argentina Movistar y Claro ofrecen Voz sobre LTE.

### Chile
En Chile, la red 4G LTE opera bajo la Banda 2 (1900 MHz), Banda 4 (AWS-1, 1700/2100 MHz), Banda 7 (2600 MHz), Banda 28 (700 MHz) y la Banda 66 (AWS-3, 1700/2100 MHz), todos en modo dúplex FDD-LTE. Está operando masivamente a través de Entel, Claro, Movistar y WOM en la mayor parte del país.

### Colombia
La empresa EPM con su filial UNE, empezó a comercializar esta tecnología en Colombia desde junio de 2012 en la banda 2,5 y 2,6 GHz con velocidad promedio de 12 Mbps. El 27 de junio de 2013 se asignó espectro a Claro que se adjudicó uno de los bloques abiertos de 2500 MHz, mientras Directv adquirió dos de esos mismos bloques. Avantel, la unión temporal ETB-Tigo y Movistar compraron bloques de frecuencia de la banda AWS. El despliegue comercial comenzó a inicios de 2014. El 3 de diciembre de 2013 las empresas TIGO y Movistar prendieron su red comercial 4G LTE en la banda AWS, cubriendo las ciudades de Bogotá, Medellín, Barranquilla, Bucaramanga y Cali, esta última solo cubierta por Movistar, experimentando velocidades pico de bajada cercanas a 40 Mbps para Tigo y 20 Mbps para Movistar. El 13 de febrero de 2014 entró en operación el servicio de 4G LTE del operador Claro, empezando con cobertura en la ciudad de Bogotá, y con velocidad pico de bajada de 30 Mbps aproximadamente. El 19 de agosto de 2014 se lanzó la red 4G de la empresa Avantel Colombia, cubriendo 20 ciudades inicialmente y prometiendo velocidades de hasta 100 Mbps. El 17 de septiembre de 2014 la empresa DIRECTV lanza oficialmente su nuevo servicio LTE bajo la marca DIRECTV Net en 13 ciudades y/o municipios de Colombia, sin embargo venía comercializando sus servicios desde 2 meses antes. El 7 de octubre de 2014 la empresa de telecomunicaciones de Bogotá pone en marcha su red LTE en 41 municipios y/o ciudades Colombianas.

### Costa Rica
Costa Rica, siendo pionero en la zona, comercializa la red 4G LTE desde noviembre de 2013 por medio de la compañía estatal Kolbi-ICE, ofreciendo velocidades desde 12 Mbps, además tiene las condiciones para los despliegues que permiten técnicamente navegar con el móvil a unos 100 Mbps y en 2018 introdujo 4.5G en las bandas de 1800MHz y 2600MHz. Por otra parte la empresa América Móvil, bajo su marca comercial Claro, espera ofrecer la navegación en 4G LTE en sus dispositivos móviles en la banda de 1800 MHz para principios de 2014. Mientras la empresa Telefónica con su nombre comercial Movistar ofrece la red de cuarta generación desde finales del 2014 a la fecha en la banda de 1800MHz. En Costa Rica también se ofrece el servicio de WiMAX.

### Cuba
En Cuba pues gracias a los esfuerzos del gobierno y la Empresa de Telecomunicaciones de Cuba S.A, ya se cuenta con LTE, operando en las principales ciudades del país, y en las frecuencias B3, 1800 MHZ y B28, 700 MHZ.Recientemente se han ido implementando las bandas B1,2100 MHZ y B8,900 MHZ en despliegue sobre la capital,La Habana

### Ecuador
El Consejo Nacional de Telecomunicaciones (Conatel) resolvió otorgar al operador estatal, la Corporación Nacional de Telecomunicaciones (CNT), la autorización para ofrecer servicios 4G con la tecnología LTE. El organismo además le concedió a la empresa 30 MHz de espectro en la banda de 700 MHz, y 40 MHz de espectro en la banda de 1700 – 2100 MHz (AWS, Advanced Wireless Service) para el despliegue de esta tecnología. En diciembre de 2013 se oficializó el lanzamiento del servicio por parte de la operadora estatal; cubriendo inicialmente las ciudades de Quito y Guayaquil.
El Consejo Nacional de Telecomunicaciones (2 de febrero de 2015) aprobó la asignación de 50 MHz adicionales a Movistar para el despliegue de su red LTE en la banda de 1900 MHz.
El Consejo Nacional de Telecomunicaciones aprobó la concesión de 60 MHz de frecuencias adicionales para Claro, 40 MHz en la banda de 1700 para 4GLTE y 20 MHz en la banda de 1900 para tecnología actual, acogiendo las solicitudes que la empresa ha presentado desde el año 2010.[cita requerida]

### España
Los operadores de telefonía móvil ya ofrecen LTE hasta llegar al 84% de la población (datos de noviembre de 2017). Además, otras empresas locales comienzan a tener licencias específicas LTE.
Yoigo (Xfera Móviles SAU-Grupo MásMóvil) ofrece su servicio 4G LTE en todas aquellas ciudades mayores de 70.000 habitantes, cuyas velocidades teóricas son 75 megas de bajada y 50 de subida, con una media de 40 y 20 megas respectivamente. El despliegue de la marca del Grupo MásMóvil en España se está produciendo sobre la banda de 1800 MHz (que originalmente utilizaba el operador para el servicio GSM y 4G y en la actualidad ha pasado a dedicarse solo a 4G), al no tener la operadora asignadas frecuencias mayores (2600 MHz) o menores (800 MHz). Esta situación hace que la compañía se encuentre en desventaja con respecto al resto de operadores con red españoles. A su vez, otra desventaja es que en la banda de 1800 MHz solo cuenta con 15MHz disponibles de espectro, mientras que tanto Orange, como Vodafone y Movistar cuentan con 20 MHz. Esta red 4G (así como la 3G y 2G -de la que Yoigo carece desde verano de 2017-) se apoya en la cobertura de Orange España en las zonas en las que la cobertura propia no existe, y en la cobertura de Movistar en el caso de que se carezca de cobertura tanto propia como de Orange España.

### Honduras
La compañía TIGO lanza a finales de septiembre de 2016 de manera oficial su red LTE, una cada una de las principales ciudades de cada departamento del país.
Los requisitos son contar con un teléfono inteligente compatible con esta tecnología y la adquisición de una simcard inteligente LTE.

### México
En México la red 4G LTE empezó a funcionar con Movistar en octubre de 2012. No está claro qué banda y frecuencia usa Movistar México en la Ciudad de México. La información proveniente del personal de atención a clientes vía telefónica, chat o Twitter indican que a la fecha noviembre de 2014, usan BC2 a 1900MHz, faltan referencias formales al respecto [cita requerida]. Se pensaba que usaban la frecuencia de 2100 MHz en las ciudades de Zapopan, Jalisco, zona de Polanco en la Ciudad de México y en algunas zonas del estado de Nuevo León. Pero varios usuarios han cuestionado dicha información. Movistar se ha rezagado en ampliación de cobertura debido a falta de concesiones de espectro. Y por lo que al parecer ha actualizado su espectro a 1900MHz para ofrecer el servicio 4G LTE [cita requerida].
Telcel lanzó su red LTE 4G el 6 de noviembre de 2012 con cobertura inicial en zonas de alta demanda de 9 ciudades (Ciudad de México, Tijuana, Puebla, Monterrey, Guadalajara, Querétaro, Mérida, Hermosillo y Ciudad Juárez) y a partir del primer trimestre de 2013 se abarcaron 26 ciudades cubriendo más del 65% de la población. La red se encuentra conectada a su compañía hermana Telmex para la conexión de antenas 4G a la red de Telmex terrestre convencional para servicios fijos. La red se extiende cada día a más ciudades y da velocidades mínimas de 20Mbps y máximas de 47 Mbps aproximadamente, esperándose que la velocidad vaya disminuyendo conforme aumentan los usuarios conectados a la nueva red 4G. Actualmente el uso de esta red es solo para usuarios de renta mensual y no para prepago y hasta el primer trimestre de 2014 tenía cobertura en la mayor parte de 34 ciudades.
Se espera que durante el transcurso de 2014 se liciten y se subasten títulos de concesión para la red de 700 MHz y se haga una red compartida entre la CFE (Comisión Federal de Electricidad) y las empresas que ganaron la concesión, además de usar la fibra óptica de la CFE.
Nextel comenzó a prestar servicio de 4G LTE en octubre de 2014 en las tres principales ciudades del país: México, Guadalajara y Monterrey.
A la fecha AT&T (antes Iusacell-Nextel) tiene cobertura 4G LTE en más de 40 localidades, se tiene entendido que se están realizando pruebas en su laboratorio de telecomunicaciones para poder incluir VOLTE en su red

### El Salvador
La empresa Movistar El Salvador anuncia en noviembre de 2016 el lanzamiento de la primera red 4G LTE del país que empezará a operar el 1 de diciembre de 2016 y que inicialmente dará cobertura a San Salvador, Santa Ana y San Miguel. Poco después, el 18 de noviembre de ese mismo año, la compañía Tigo hizo oficial su lanzamiento de red LTE que, al igual que Movistar, comenzará a operar en diciembre de 2016. Tigo se convierte en la segunda operadora telefónica en implemetar tecnología LTE en este país centroamericano.
Claro está iniciando esta tecnología en 2017, pero no ha logrado implementarla todavía.
Actualmente Claro El Salvador ya tiene deplegada toda la red LTE y ha comenzado a desplegar el LTE 4.5G en varias zonas del país.
Digicel El Salvador ha sido la ulima compañía en implementar el LTE pero con la excepción que Digicel no tiene 4G sino LTE 4.5G.

### Panamá
La operadora “Cable & Wireless Panamá” lanzó oficialmente el 10 de marzo de 2015, a través de su subsidiaria móvil Más Móvil el servicio LTE en frecuencia 700 MHz con canalización ATP banda 28, actualmente el servicio se ofrece en la región metropolitana y ciudad de David Provincia de Chiriquí, pero la operadora dijo que estarán ampliando la red semanalmente hasta cubrir todo el país. Primero el servicio estará disponible en contrato individual o corporativo, pero pronto también estará disponible para modalidad prepago. Ofrecen velocidades superiores a los 30 Mbps de bajada y 10 Mbps de subida.
Movistar Panamá ahora Tigo Panamá también ofrece servicios 4GLTE en la misma frecuencia y banda, aunque está disponible tanto en prepago como contrato libre o plan libre, además el cliente no tendrá que gastar más por el servicio. Actualmente el servicio solo está disponible en Ciudad de Panamá, pero pronto estarán ampliando la red hasta cubrir todo el país, ofrecen velocidades superiores a los 30 Mbps de bajada y 10 Mbps de subida, aunque han comunicado que irán aumentando esas velocidades.
Claro Panamá subsidiaria de América Móvil ofrece servicios 4GLTE en frecuencia 700mhz banda 28 canalización ATP y 1900mhz banda 2.
Digicel Panamá invirtió 100 millones de dólares para unirse a la RED 4GLTE
DIGICEL se convirtió en el mayor proveedor con un alcance del 94% en tecnología de última generación.

### Paraguay
Las empresas de telefonía Personal Telecom Paraguay (Red 4G LTE con cobertura en Asunción, y red 4G en todo el país) y las estatales VOX y COPACO (LTE fijo, con cobertura nacional) anunciaron la disponibilidad de sus redes 4G LTE desde el mes de febrero de 2013 con velocidades de hasta 60 Mbps, 40 Mbps fue para las empresas estatales COPACO y VOX después de su lanzamiento, En 2015 Tigo y Claro ganaron la licitación de 6 espectros en total, cada uno se llevó 3 y tienen que estar totalmente activas en este 2016, Tigo ya lanzó su tecnología 4G este 7 de abril, mientras que Claro lo haría en mayo. La empresa Personal, dice tener 4G pero no es así, la Conatel le demandó por publicidad engañosa. La empresa personal si posee técnicamente LTE sobre Banda 2 (1900Mhz) 10Mhz, realizó una maniobra legal para no pagar por otra frecuencia en el caso de conatel el espectro 1700/2100 banda 4.

### Perú
La operadora Movistar (Telefónica del Perú) comercializa el servicio a través del sistema AWS (Clase 4) con la frecuencia 1700/2100 MHz (bloque A)con 20MHz de ancho de banda, inicialmente en los distritos de Cercado de Lima, La Molina, Miraflores, San Borja, San Isidro, San Miguel, Santiago de Surco y en las playas al sur de Lima desde el 1 de enero de 2014. Entel Perú, que también ganó la licitación del bloque B de la banda AWS con la frecuencia 1700/2100 MHz, comercializa el servicio desde el 1 de octubre de 2014. Aun cuando Claro no ganó la licitación, el 15 de mayo anunció el inicio del servicio en algunas zonas de Lima bajo la banda 1900 MHz, la cual utilizaba para la red 2G, y este servicio está disponible a partir del 20 de mayo de 2014. La operadora Movistar también anunció el 8 de mayo la futura disponibilidad de la red 4G/LTE en las ciudades de Piura, Trujillo, Chiclayo y Arequipa, entre otras, todas las ciudades del Perú, capitales de provincia ya cuentan con LTE. Las velocidades ofrecidas por Movistar y Entel son en los terminales Categoría 4 hasta 150Mbps en Downlink y 50Mbps en Uplink, a mayor ancho de banda mayor velocidad.

### República Dominicana
En República Dominicana Orange (hoy Altice) lanzó la primera red 4G LTE. A partir de julio de 2012, Orange Dominicana (Hoy Altice Dominicana) se convierte en el primer proveedor local en ofrecer la tecnología 4G LTE a este país, seguida por Tricom y Claro Dominicana más adelante. y a finales del mes de agosto de 2017, se lanzó en la Compañía Viva Dominicana el MIMO 4x4 en 4G.
En noviembre de 2013, la empresa de telecomunicaciones Altice, con sede en Ámsterdan, anuncia la adquisición de Tricom junto a la filial en el país de la multinacional Orange y fusionándolas a bajo el nombre de Altice Dominicana, la cual cubre casi la totalidad del territorio dominicano con la tecnología 4G-LTE.

### Uruguay
La estatal Antel tiene cobertura actualmente en todo Montevideo, y gran parte de capitales departamentales y Punta del Este. Ofrece velocidades pico de 20 Mbps de bajada y 2 Mbps de subida con su plan Vera para equipos celulares, usa la banda Class 4 o LTE AWS que se compone de 1700 MHz y 2100 MHz (1700 para upload y 2100 para download) y tiene pendiente de aprobación usar la banda de 700 MHz.
La empresa Movistar tiene cobertura LTE en la banda 1900 MHz (Banda2),  su cobertura  comprende  100%  Montevideo. Y capitales del interior
La empresa Claro cuenta con cobertura en Montevideo y parcial en algunas ciudades del interior en la banda 4 AWS.
En septiembre de 2017 se realizó el "Procedimiento competitivo para la asignación de derechos de uso de frecuencias del espectro radioeléctrico en bandas de 700 MHz y 1700/2100 MHz" para explotación https://www.ursec.gub.uy/inicio/transparencia/llamados-publicos/00001-procedimiento-competitivo/

### Venezuela
La operadora Digitel cuenta con zonas 4G/LTE en la Región Gran Caracas, Maracay, Región Centro,
Región Centro Occidente, Región Occidente. A partir del 5 de septiembre de 2013 la red 4G/LTE de Digitel se encuentra disponible comercialmente en la banda 3 (1800 MHz). La operadora Movistar Venezuela (Telefónica) ha puesto a disposición su servicio 4G+ (LTE en la banda 4 (AWS 1700/2100 MHz) de forma limitada en la zona metropolitana de Caracas y en Puerto La Cruz en su etapa inicial (primer semestre de 2015). La operadora Movilnet activo a partir del 22 de enero de 2017 su servicio 4G en la banda 4 (AWS 1700/2100 MHz) con 220 Radiobases en LTE y con una cobertura limitada al Dtto. Capital, Miranda, Anzoategui, Carabobo y Zulia

### Nicaragua
Claro Nicaragua Y Movistar Telefónica ya ofrece el servicio 4G LTE con cobertura en las principales ciudades del país operando con la frecuencia 1700MHz (AWS banda 4).

## Tecnologías 4G complementarias o competidoras

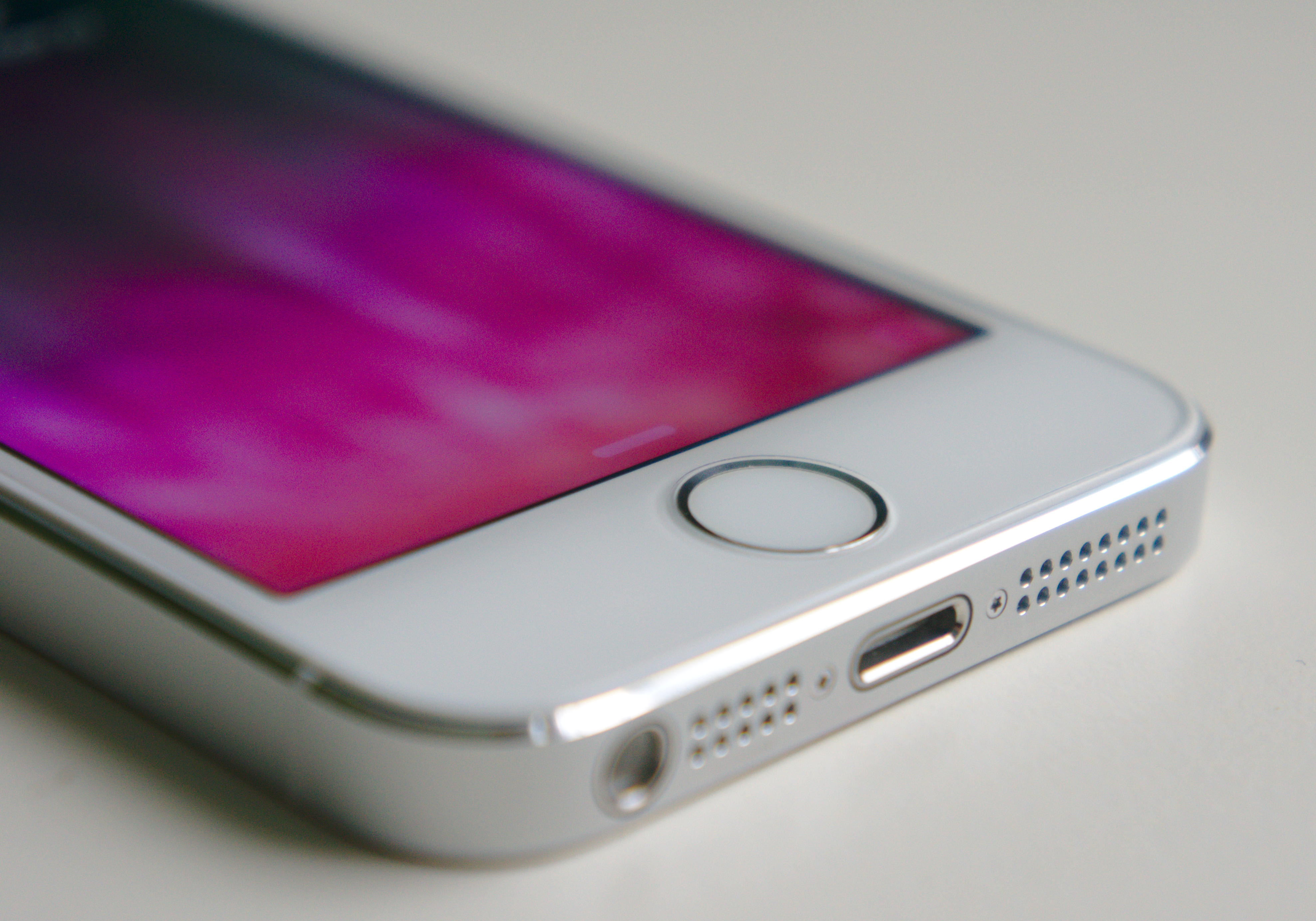
iPhone 5s de Apple, uno de los últimos teléfonos inteligentes de alta gama en recibir la arquitectura LTE.

- WiMAX, que se desarrolló con cierta ventaja de tiempo sobre LTE, puesto que el 18 de octubre de 2007 obtuvo el estatuto de norma 3G UIT, de lo que se desprende que los operadores con licencia 3G podrían desplegar Wimax sobre UMTS. Sin embargo, el que LTE supere a Wimax en ancho de banda, 100 Mbps contra 70 Mbps (35 + 35) y en alcance (100 km en zona rural) y que los principales fabricantes y operadores de telefonía móvil se inclinen hacia esta fórmula, conduce a un claro pronóstico a favor de LTE como sistema 4G.
- CDMA2000 UMB (CDMA2000 Ultra Mobile Broadband): desarrollado por el 3GPP2 es la evolución lógica de la familia de estándares CDMA2000 que incluye las tecnologías de 3G CDMA2000-1xRTT y CDMA2000-1xEVDO-DO.